# Liste jüdischer Friedhöfe in Frankreich
Die Liste der jüdischen Friedhöfe in Frankreich gibt einen Überblick zu jüdischen Friedhöfen (Cimetières juifs) in Frankreich.
Die Sortierung erfolgt alphabetisch nach den französischen Ortsnamen.

## Liste der Friedhöfe
- Jüdischer Friedhof (Besançon) im Département Doubs
- Cimetière des Juifs Portugais de Paris (= cimetière israélite de la Villette)[1] im Département Paris (Region Île-de-France)
- Sefardischer Friedhof in Bidache im Département Pyrénées-Atlantiques (Bild)
- Jüdischer Friedhof (La Bastide-Clairence) im Département Pyrénées-Atlantiques (Bild)
- Jüdischer Friedhof (Étrembières) im Département Haute-Savoie
- Jüdischer Friedhof (L’Isle-sur-la-Sorgue)

### Jüdische Friedhöfe imElsass(Cimetières juifs en Alsace)

#### Département Bas-Rhin
- Jüdischer Friedhof Benfeld
- Jüdischer Friedhof (Bischheim)
- Jüdischer Friedhof Bischwiller  (deutsch: Bischweiler)
- Jüdischer Friedhof Brumath
- Jüdischer Friedhof (Cronenbourg)
- Jüdischer Friedhof (Dehlingen)
- Jüdischer Friedhof (Diemeringen)
- Jüdischer Friedhof Erstein
- Jüdischer Friedhof (Ettendorf) [–]
- Jüdischer Friedhof Fegersheim
- Jüdischer Friedhof Gerstheim
- Jüdischer Friedhof Gundershoffen  (deutsch: Gundershofen)
- Jüdischer Friedhof Haguenau  (deutsch: Hagenau)
- Jüdischer Friedhof Hatten
- Jüdischer Friedhof (Herrlisheim)  (deutsch: Herlisheim)
- Jüdischer Friedhof Ingwiller  (deutsch: Ingweiler)
- Jüdischer Friedhof (Koenigshoffen)  (deutsch: Königshofen)
- Jüdischer Friedhof (Lauterbourg)  (deutsch: Lauterburg)
- Jüdischer Friedhof (Mackenheim)
- Jüdischer Friedhof (Marmoutier)  (deutsch: Maursmünster)
- Jüdischer Friedhof Mertzwiller  (deutsch: Merzweiler)
- Jüdischer Friedhof Mommenheim
- Jüdischer Friedhof (Neuwiller-lès-Saverne) (deutsch: Neuweiler)
- Jüdischer Friedhof (Niederroedern)  (deutsch: Niederrödern)
- Jüdischer Friedhof (Oberbronn)  (deutsch: Oberbrunnen)
- Jüdischer Friedhof Obernai  (deutsch: Oberehnheim)
- Jüdischer Friedhof (Quatzenheim)
- Jüdischer Friedhof (Romanswiller)  (deutsch: Romansweiler)
- Jüdischer Friedhof (Rosenwiller)  (deutsch: Rosenweiler)
- Jüdischer Friedhof (Sarre-Union) [3] (deutsch: Saarunion)
- Jüdischer Friedhof (Saverne)  (deutsch: Zabern)
- Jüdischer Friedhof Schiltigheim
- Jüdischer Friedhof Schirmeck
- Jüdischer Friedhof Schirrhoffen  (deutsch: Schirrhofen)
- Jüdischer Friedhof Schwenheim  (deutsch: Schweinheim)
- Jüdischer Friedhof (Sélestat)  (deutsch: Schlettstadt)
- Jüdischer Friedhof Soultz-sous-Forêts  (deutsch: Sulz unterm Wald)
- Jüdischer Friedhof Struth
- Jüdischer Friedhof Trimbach
- Jüdischer Friedhof Weiterswiller [–] (deutsch: Weitersweiler)
- Jüdischer Friedhof (Westhoffen)  (deutsch: Westhofen im Elsaß)
- Jüdischer Friedhof Wissembourg  (deutsch: Weißenburg)
- Jüdischer Friedhof (Wolfisheim)

#### Département Haut-Rhin
- Jüdischer Friedhof Altkirch
- Jüdischer Friedhof Biesheim
- Jüdischer Friedhof Cernay  (deutsch: Sennheim)
- Jüdischer Friedhof Colmar
- Jüdischer Friedhof Durmenach  (deutsch: Dürmenach)
- Jüdischer Friedhof Frœningen  (deutsch: Fröningen)
- Jüdischer Friedhof Grussenheim
- Jüdischer Friedhof Hagenthal-le-Bas  (deutsch: Niederhagenthal)
- Jüdischer Friedhof Hagenthal-le-Haut  (deutsch: Oberhagenthal)
- Jüdischer Friedhof (Hégenheim)  (deutsch: Hegenheim)
- Jüdischer Friedhof Hattstatt (Herrlisheim-près-Colmar)  (deutsch: Herlisheim)
- Jüdischer Friedhof Horbourg (Horbourg-Wihr)  (deutsch: Horburg-Weier)
- Jüdischer Friedhof (Jungholtz) (deutsch: Jungholz)
- Jüdischer Friedhof Luemschwiller  (deutsch: Lümschweiler)
- Jüdischer Friedhof Mulhouse  (deutsch: Mülhausen (Elsass))
- Jüdischer Friedhof Pfastatt [–]
- Jüdischer Friedhof Riedwihr  (deutsch: Riedweier)
- Jüdischer Friedhof Rixheim
- Jüdischer Friedhof Seppois-le-Bas  (deutsch: Niedersept)
- Alter jüdischer Friedhof (Thann)
- Neuer Jüdischer Friedhof Thann
- Jüdischer Friedhof Wintzenheim [–] (deutsch: ursprünglich Winzenheim)
- Jüdischer Friedhof Zillisheim [–]

### Jüdische Friedhöfe in derRegionChampagne-Ardenne
- Jüdischer Friedhof Bourbonne-les-Bains
- Jüdischer Friedhof Châlons-en-Champagne
- Jüdischer Friedhof Reims
- Jüdischer Friedhof Saint-Dizier

### Jüdische Friedhöfe in der RegionLothringen
- Jüdischer Friedhof Augny
- Jüdischer Friedhof Bar-le-Duc
- Jüdischer Friedhof Bionville-sur-Nied
- Jüdischer Friedhof Blâmont
- Jüdischer Friedhof Boulay-Moselle
- Jüdischer Friedhof Bouzonville
- Jüdischer Friedhof Bruyères
- Jüdischer Friedhof Courcelles-Chaussy
- Jüdischer Friedhof Créhange
- Jüdischer Friedhof Delme
- Jüdischer Friedhof Denting
- Jüdischer Friedhof Dieuze
- Jüdischer Friedhof Ennery
- Jüdischer Friedhof Épinal
- Jüdischer Friedhof Étain
- Jüdischer Friedhof Fénétrange
- Jüdischer Friedhof Flévy / Jüdischer Friedhof Flévy[4]
- Jüdischer Friedhof Forbach
- Jüdischer Friedhof Frauenberg
- Jüdischer Friedhof Gérardmer
- Jüdischer Friedhof Hayange
- Jüdischer Friedhof Hellering
- Jüdischer Friedhof Hellimer / Jüdischer Friedhof Hellimer
- Jüdischer Friedhof Lamarche
- Jüdischer Friedhof Lixheim
- Jüdischer Friedhof Louvigny
- Jüdischer Friedhof Luttange
- Jüdischer Friedhof Morhange
- Jüdischer Friedhof Nancy
- Jüdischer Friedhof Neufchâteau
- Jüdischer Friedhof Niedervisse
- Jüdischer Friedhof Phalsbourg
- Jüdischer Friedhof Puttelange-aux-Lacs
- Jüdischer Friedhof Rambervillers
- Jüdischer Friedhof Raon-l’Étape
- Jüdischer Friedhof Remiremont / Jüdischer Friedhof Remiremont
- Jüdischer Friedhof Rosières-aux-Salines
- Jüdischer Friedhof Rouhling / Jüdischer Friedhof Rouhling
- Jüdischer Friedhof Saint-Avold
- Jüdischer Friedhof Saint-Dié-des-Vosges
- Jüdischer Friedhof Saint-Mihiel
- Jüdischer Friedhof Sarrebourg / Jüdischer Friedhof Sarrebourg
- Jüdischer Friedhof Sarreguemines
- Jüdischer Friedhof Schalbach
- Jüdischer Friedhof Senones
- Jüdischer Friedhof Serqueux
- Jüdischer Friedhof Sierck-les-Bains
- Jüdischer Friedhof Toul
- Jüdischer Friedhof Uckange
- Jüdischer Friedhof Vantoux
- Jüdischer Friedhof Vaucouleurs
- Jüdischer Friedhof Verdun
- Jüdischer Friedhof Waldwisse